# Liza (zoologia)

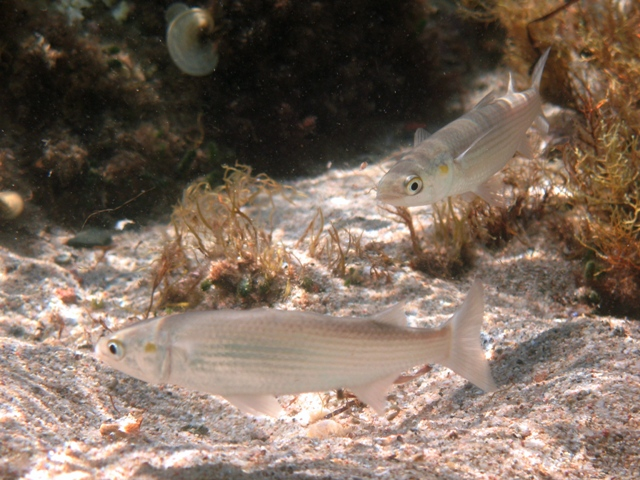
L. aurata

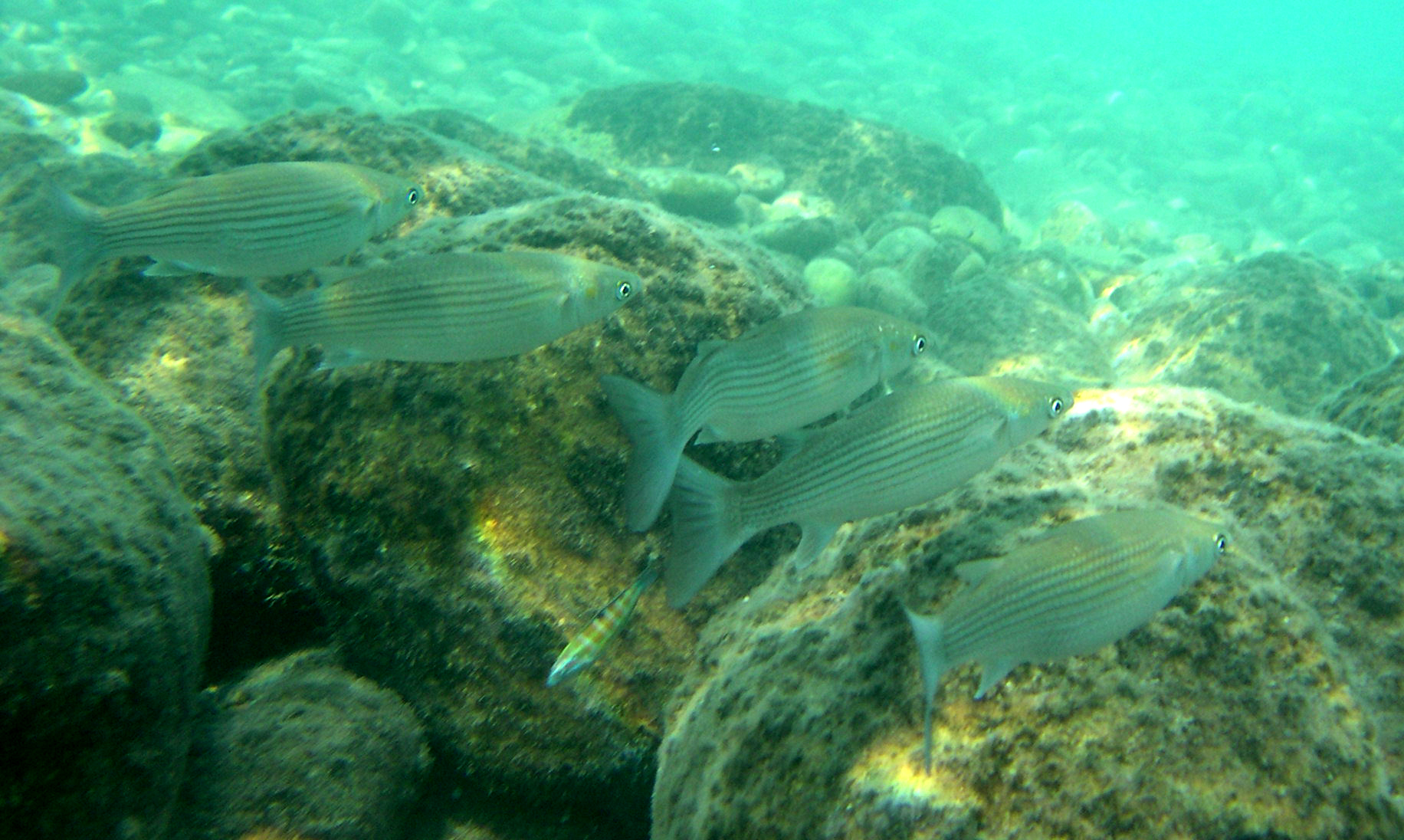
L. saliens

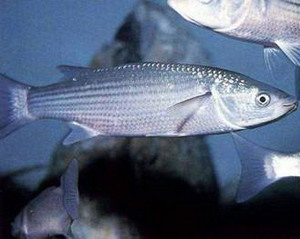
L. ramada

Liza è un genere di pesci ossei appartenenti alla famiglia Mugilidae.

## Distribuzione e habitat
Sono diffusi in tutti i mari e gli oceani tropicali, subtropicali e temperati caldi. Nel mar Mediterraneo sono presenti quattro specie:
- L. aurata
- L. carinata
- L. ramada
- L. saliens.

L. carinata è una specie lessepsiana diffusa solo nel Mediterraneo orientale.

## Specie
- Liza abu
- Liza affinis
- Liza alata
- Liza argentea
- Liza aurata
- Liza bandialensis
- Liza carinata
- Liza dumerili
- Liza falcipinnis
- Liza grandisquamis
- Liza haematocheila
- Liza klunzingeri
- Liza luciae
- Liza macrolepis
- Liza mandapamensis
- Liza melinoptera
- Liza parsia
- Liza persicus
- Liza ramada
- Liza ramsayi
- Liza richardsonii
- Liza saliens
- Liza subviridis
- Liza tricuspidens
- Liza vaigiensis